# Карс (1909)
«Карс» - канонерський човен російського імператорського, азербайджанського та радянського флоту. Головний  у серії з двох кораблів.

## Побудова
Закладено у грудні 1908 року ( Нове Адміралтейство, Санкт-Петербург), а у серпні 1909 року включено до списків флоту. Спущено на воду 22 серпня 1909 року. Став у стрій в 1910 році. З 28 квітня по 7 липня 1911 року внутрішніми водними шляхами переведений на Каспійське море в Каспійську флотилію Російського імператорського флоту. 

## Служба
У червні 1916 року для посилення на Чорному морі протичовнової оборони з «Карса» зняли кормові 120-мм та 75-мм гармати, щоб встановити їх на транспортні судна, і лише у червні 1918 року корабель озброїли трьома 102-мм гарматами. Цього року було проголошено незалежність Азербайджанської Демократичної Республіки (АДР).
У серпні 1919 року, після відступу з країни британських сил, військовим міністром АДР був сформований Військовий порт і перетворена Каспійська військова флотилія, у складі якої був і канонерський човен «Карс»  Також до складу флотилії увійшли: канонерський човен «Ардаган» і допоміжні судна - «Астрабад», «Аракс», "Нарген»та ін.
Наприкінці квітня 1920 року Азейбарджан захопили сили РСФСР. А канонерський човен «Карс» з 19 травня 1920 року увійшов до складу Червоного флоту Азербайджанської РСР, потім у Морські сили Каспійського моря під ім'ям «Ленін».
«Ленін» пройшов капітальний ремонт у 1925-1927 роках, а також 1938-1940 роках

У роки Другої світової війни  забезпечував військові та народно-господарські перевезення на Каспійському морі.
З грудня 1954 виведена з бойового складу і перекласифікований в плавучу казарму (ПКЗ). З 13 травня 1955 року - ПКЗ-100.
28 січня 1958 року виключено зі списків ВМФ і здано до відділу фондового майна для обробки на метал. 